# Distrito de Kashima (Ishikawa)
El distrito de Kashima (鹿島郡 Kashima-gun?) es un distrito localizado en la prefectura de Ishikawa, Japón. En octubre de 2019 tenía una población estimada de 16.705 habitantes y una densidad de población de 187 personas por km². Su área total es de 89,45 km².

## Localidades
- Nakanoto